# 阿莱姆帕莱巴
阿莱姆帕莱巴是巴西米纳斯吉拉斯州的一个市镇。总面积511.199平方公里，总人口33495人，人口密度65.5人/平方公里。